# レイシャ・ヘイリー
レイシャ・ヘイリー（Leisha Hailey, 1971年7月11日 - ）は、アメリカ合衆国の女優、ミュージシャン。

## 生い立ち
アメリカ合衆国による統治時代の沖縄に生まれ、5歳の頃にアメリカ合衆国ネブラスカ州のベルヴューに移った。
17歳の時にレズビアンであることをカミングアウトした後、ニューヨークのアメリカン・アカデミー・オブ・ドラマティック・アーツに入学した。

## キャリア

### ミュージシャンとして
アメリカン・アカデミー・オブ・ドラマティック・アーツの同級生だったヘザー・グローディと共に、1991年にポップスデュオ「The Murmurs」を結成。1990年代にいくつかのアルバムをリリースし、リリスフェアでツアーも行った。2001年にバンド名を「Gush」に改名。ヘイリーがドラマ『Lの世界』に出演したことを機に同バンドは解散した。
2005年、レコードレーベル「Marfa Records」を設立。
2007年7月、ヘイリーとカミラ・グレイから成るエレクトロポップデュオ「Uh Huh Her」が『I See Red』というタイトルのEPをリリース。翌2008年には1stアルバム『Common Reaction』をリリースし、2009年1月に日本版CDがリリースされた。
また、ヘイリーはシャキーラが2005年にリリースしたアルバム『Oral Fixation Vol.2』に収録されているヒット曲「Don't Bother」を共同作曲した。

### 女優として
1997年の映画『オール・オーバー・ミー』におけるルーシー役で女優として初めて本格的な役を獲得し、以後ミュージカルの舞台での活動と並行して映画やテレビで女優として活動。
2004年から2009年までShowtimeで放送された、レズビアンやバイセクシャルの女性たちの人生を描いた人気テレビドラマ『Lの世界』では、アリス（英：Alice Pieszecki）というバイセクシャルで頭脳明晰なジャーナリストを演じた。また、2019年から同局で放送が開始された続編ドラマ『Lの世界 ジェネレーションQ』にも同役で出演。2020年5月より、シェーン役のキャサリン・メーニッヒと共にMCを務めるポッドキャスト『PANTS with Kate and Leisha』も配信開始された。

## 私生活
女性シンガーのk.d.ラング（90年代にレズビアンであることを公表）の元パートナーであった。ラングとは2001年に破局。2004年から2010年までファッションブランド「FREE CITY」のデザイナーのニーナ・ガルドゥーノと交際し、2011年から2016年までミュージシャンのカミラ・グレイと交際していた。
菜食主義者。

## 出演作品

### テレビシリーズ
| 放送年    | 邦題 原題                                            | 役名                           | 備考                                                             |
| --------- | ---------------------------------------------------- | ------------------------------ | ---------------------------------------------------------------- |
| 1996      | ボーイ・ミーツ・ワールド Boy Meets World             | コリーナ                       | 計1話に出演                                                      |
| 1997      | Ellen                                                | ゲイバーの女性                 | 計1話に出演                                                      |
| 2004-2009 | Lの世界 The L Word                                   | アリス・ピエゼッキー           | メインキャスト 全70話に出演                                      |
| 2006      | CSI:科学捜査班 CSI:Crime Scene Investigation         | アリソン・ブラッドフォード     | 計1話に出演                                                      |
| 2006      | グレイズ・アナトミー 恋の解剖学 Grey's Anatomy       | クレア・ソロモン               | 計1話に出演                                                      |
| 2007-2011 | アメリカン・ダッド American Dad!                     | リリー                         | 声の出演 計4話に出演                                             |
| 2009      | Maneater                                             | ハリエット                     | 計1話に出演                                                      |
| 2010      | 私はラブ・リーガル Drop Dead Diva                    | ホープ・プレンティス           | 計1話に出演                                                      |
| 2010      | CSI:科学捜査班 CSI:Crime Scene Investigation         | デイナ・カールストン           | 計1話に出演                                                      |
| 2012      | New Normal おにゅ～な家族のカタチ The New Normal     | ヴィクトリア                   | 計1話に出演                                                      |
| 2014      | コンスタンティン Constantine                         | ラニーの妻                     | 計1話に出演                                                      |
| 2015      | スーパーナチュラル SUPERNATURAL                      | アメリア・ノヴァック           | 計1話に出演                                                      |
| 2015      | マイ・ライフ ～私をステキに生きた方法～ Chasing Life | ジュリエット                   | 計1話に出演                                                      |
| 2016      | BOSCH/ボッシュ Bosch                                 | モーリーン・モ・オ・グレイディ | 計7話に出演                                                      |
| 2016      | コード・ブラック 生と死の間で Code Black             | ナタリー                       | 計1話に出演                                                      |
| 2017      | シリコンバレー Silicon Valley                        | リズ・ティンズレール           | 計2話に出演                                                      |
| 2017      | Strangers                                            | キム                           | 計1話に出演                                                      |
| 2019-     | Lの世界 ジェネレーションQ The L Word: Generation Q   | アリス・ピエゼッキー           | 『Lの世界』の続編 メインキャスト兼エグゼクティブ・プロデューサー |

### 映画
| 公開年 | 邦題 原題                               | 役名                 | 備考     |
| ------ | --------------------------------------- | -------------------- | -------- |
| 1997   | オール・オーバー・ミー All Over Me      | ルーシー             |          |
| 1998   | Some Girl                               | The Murmurs          |          |
| 1999   | 眠りの美女 Sleeping Beauties            | Sno Blo Band         | 短編映画 |
| 2002   | The Snowflake Crusade                   | マリーゴールド       |          |
| 2007   | La Cucina                               | シェリー             |          |
| 2009   | Make Up                                 | シェリー・キャボット |          |
| 2010   | ホーンテッド・グラウンド Fertile Ground | エミリー・ウィーバー |          |
| 2016   | Love Is All You Need?                   | コーチ・ジェンキンス |          |
| 2016   | Quarries                                | マディソン           |          |
| 2017   | Dead Ant                                | スティーヴィー       |          |

## 関連文献
- AfterEllen.com - Leisha Hailey Says the “B” Word on The L Word